# Paracheilinus bellae
Paracheilinus bellae là một loài cá biển thuộc chi Paracheilinus trong họ Cá bàng chài. Loài này được mô tả lần đầu tiên vào năm 1988.

## Từ nguyên
Từ định danh bellae được đặt theo tên của nhà sinh học biển Lori Jane Bell, vợ của nhà sinh học rạn san hô Patrick L. Colin, sau này là Đồng giám đốc, Quản lý và Nhà khoa học Nghiên cứu, Quỹ Nghiên cứu Rạn san hô (Palau), cũng là người đã giúp thu thập mẫu định danh của loài này.

## Phân bố và môi trường sống
P. bellae có phân bố giới hạn ở các đảo vùng Micronesia, bao gồm quốc đảo Palau, hai nhóm đảo Yap và Chuuk (Liên bang Micronesia), Saipan (quần đảo Mariana), đảo Kwajalein (quần đảo Marshall). Một ghi nhận của P. bellae ngoài vùng Micronesia là tại đảo Iriomote-jima của Nhật Bản.
P. bellae sống trên các thảm tảo có lẫn đá vụn ở độ sâu khoảng từ 8–31 m.

## Mô tả
Chiều dài tổng lớn nhất được ghi nhận ở P. bellae là 6 cm.
Cá đực có màu phớt xanh lam đến tím nhạt với các vệt sọc vàng đến đỏ ở hai bên thân. Đầu có các vệt sọc màu xanh lam và vàng tươi, đặc biệt có sọc xanh lam dọc theo gốc vây lưng. Vây lưng có màu trắng phớt xanh lục, có khoảng 3–6 tia sợi vươn dài. Vây hậu môn có màu đỏ tía với viền màu xanh da trời. Vây đuôi có hai thùy thon dài màu đỏ sẫm và phần gốc giữa màu xanh lam. Vây bụng màu đỏ tía với viền trước hơi xanh.
Số gai vây lưng: 9; Số tia vây lưng: 11; Số gai vây hậu môn: 3; Số tia vây hậu môn: 9; Số gai vây bụng: 1; Số tia vây bụng: 5.

## Phân loại
P. bellae được xếp vào phức hợp loài Paracheilinus filamentosus, dựa trên đặc điểm chung là có nhiều tia vây lưng dạng sợi vươn dài, vây đuôi lõm sâu hình lưỡi liềm và hoa văn sọc trên cơ thể (mặc dù chưa thể lấy mô để phân tích gen).